# Bengaal
De bengaal (Felis sylvestris catus × Prionailurus bengalensis) is een hybride kat die zo gefokt is dat deze het uiterlijk heeft van een wilde kat. Het ras is ontwikkeld in de jaren 1950 in de Verenigde Staten door gedomesticeerde huis- en raskatten te kruisen met de wilde Bengaalse tijgerkat. De vacht van de bengaal heeft een zwart tabbypatroon. Er bestaat ook een colourpoint-variëteit van dit ras, die wordt aangeduid als sneeuwbengaal. De bengaal heeft een significant wilder karakter dan de gedomesticeerde huiskat, doordat deze maar één tot enkele generaties is verwijderd van een wilde kattensoort. Met ingang van de Huis- en hobbydierenlijst op 1 juli 2024 mag de Bengaalse tijgerkat (en dus ook hun F1- F4 hybride nakomelingen als de bengaal) in Nederland niet meer gehouden worden als huis- of hobbydier. In Nederland gelden bengalen vanaf F5 als gedomesticeerde huiskat en toegestaan om te houden en fokken. In Vlaanderen en het Brussels Hoofdstedelijk Gewest is de bengaal vanaf F5 ook toegestaan als huisdier te houden.

## Bengaal

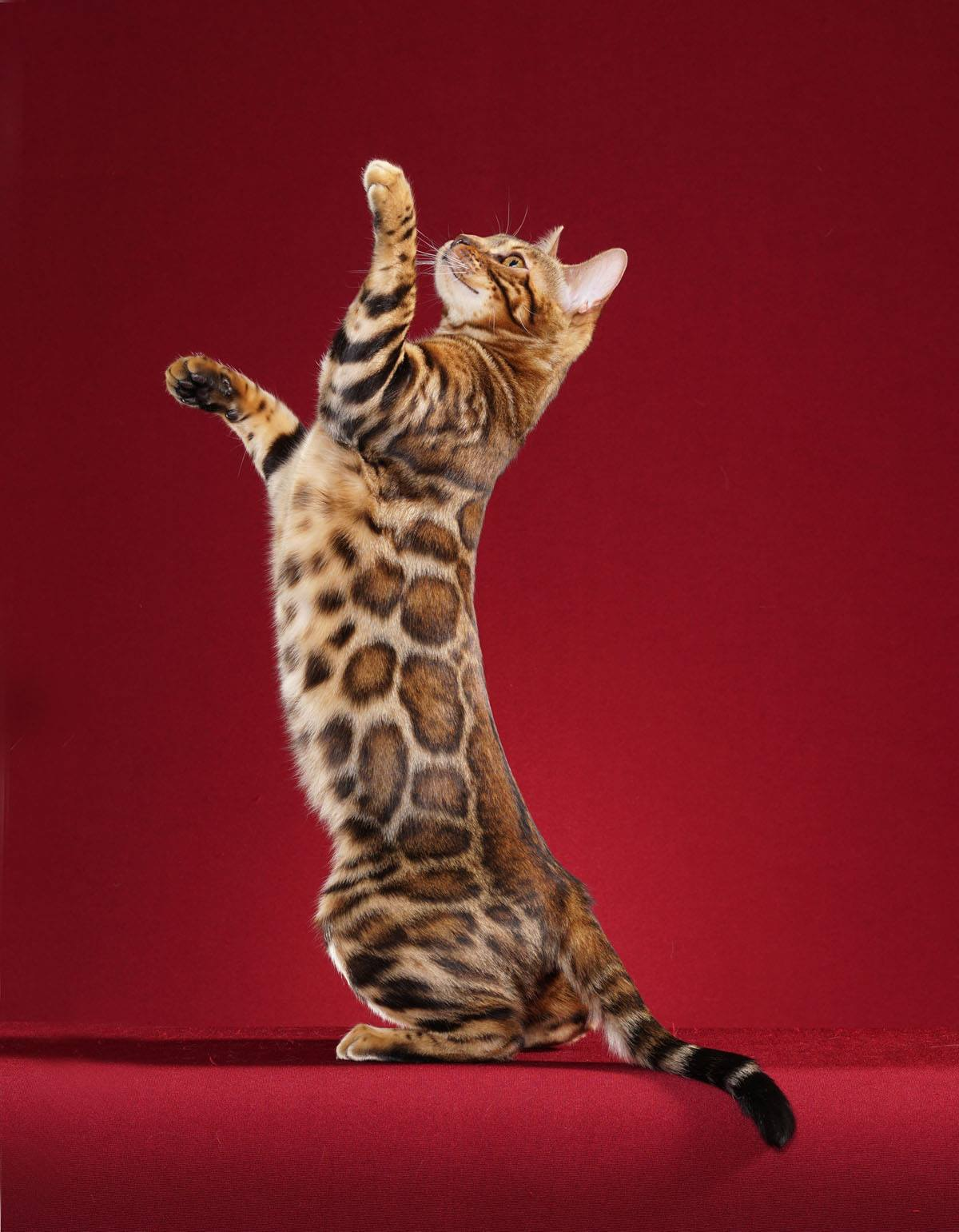
Poes met rozetten cyper-patroon

Deze kat is ontstaan in de Verenigde Staten in de jaren 1950 na het kruisen van de wilde Bengaalse tijgerkat met huiskatten en raskatten. Er ontstonden katten met een bijzonder vlekkenpatroon. In 1983 werd bij TICA het ras geregistreerd. In 1999 werd dit ras erkend door de FIFe. De kruising van een huiskat met een bengaalse tijgerkat wordt de F1-generatie genoemd. Katers van deze generatie zijn altijd onvruchtbaar. Daarom heeft een F2-generatie altijd een huiskat als vader. Bij de F2-generatie is een kater vrijwel altijd onvruchtbaar, wat vaak ook bij de F3-generatie het geval is.

## Uiterlijk

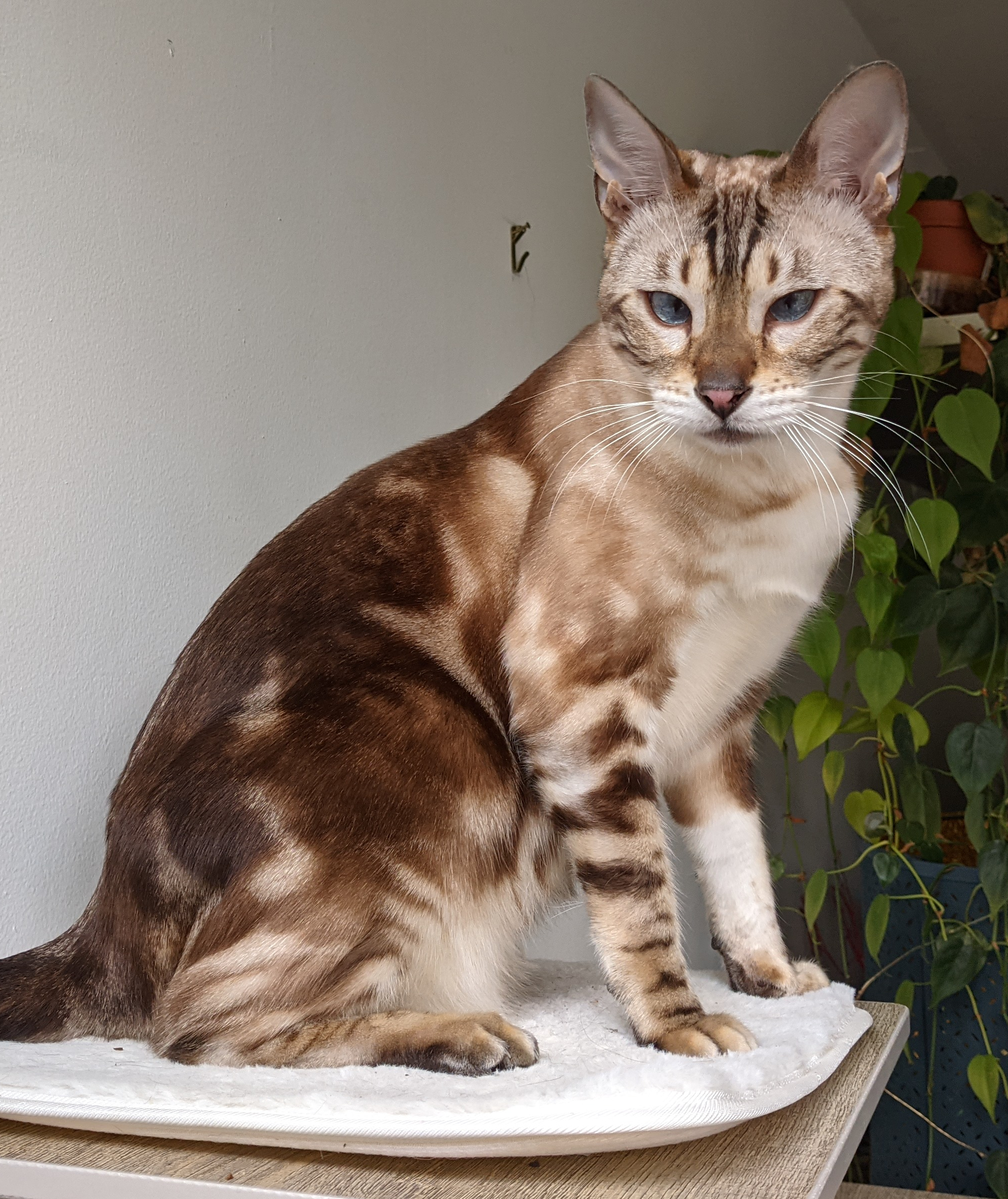
Zwarte colourpoint marmer cyper sneewbengaal kater

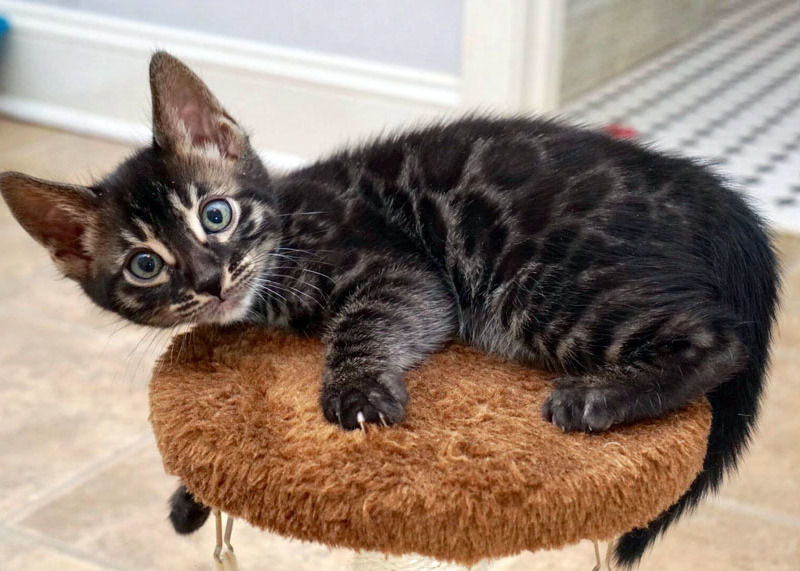
Charcoal (“houtskool”)-zwarte kitten

De bengaal heeft een geel-oranje kleur met daarbij bruine of zwarte cyper vlekken/strepen. Hun vacht is dik, glad en voelt zacht aan. De kop is in verhouding met de rest van het lichaam klein. De ogen zijn groot en amandelvormig. Rond de ogen zit een zwarte kring. De oren zijn klein en naar voren gericht. De staart is van gemiddelde lengte en heeft aan het einde zwarte ringen. Het lichaam is over het algemeen vrij lang en gespierd. De achterpoten zijn iets langer dan de voorpoten en alle poten hebben zwarte voetzolen.

### Vacht
Er zijn twee vachtpatronen: de gemarmerde en de gevlekte cyper-variëteit. Die hebben allebei ook weer twee hoofdkleuren, zwart en lichter van tint wanneer het dier partiële albinofactoren (colourpoint) toont. Bij de gevlekte bengaal kan er sprake zijn van rozetvorming in het vachtpatroon. Rozetten zijn vlekken waarvan een gedeelte van die vlek een warmere kleur heeft. Er zijn doughnutrozetten en schaduwrozetten. Bij de doughnutrozetten bevindt het warmer gekleurde gedeelte zich in het midden van de vlek. Bij schaduwrozetten zit de warmere kleur aan de zijkant van de vlek. De gemarmerde bengaal heeft een vachtpatroon bestaand uit brede horizontale strepen. Sommige Bengalen hebben witte vlekken (medaillons) of verticale strepen, wat als een kleurfout wordt gezien. Door het kruisen met Siamezen en Burmezen zijn er ook dieren die partieel albinisme (colourpoint) vertonen waardoor de vacht lichter is op het lichaam en donkerder gekleurd op de extremiteiten (poten, kop en staart). De variëteit wordt aangeduid als sneeuwbengaal.

## Karakter

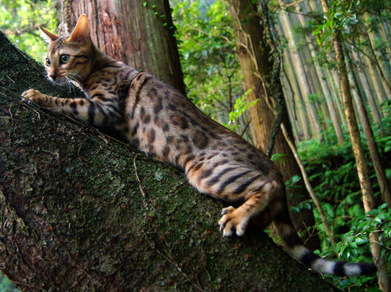
Klimmend in een boom

De bengaal is een actieve, vocale en wat op zichzelf levende kat die echter wel aandacht vraagt aan mensen die hij vertrouwt. Hij kan zichzelf goed bezighouden. De meeste bengalen zijn geen schootkatten, kopjes geven en spelen is genoeg. Sommige dieren hebben problemen met te dichte benadering en zullen dan plotseling krabben of bijten. Ze zitten graag op hoge plekken omdat ze een sterk ontwikkeld territoriuminstinct hebben en het overzicht willen bewaren. Door hun territoriuminstinct kunnen ze door het hele huis urine en soms ook ontlasting achterlaten. In tegenstelling tot de meeste katten, houden Bengalen van water. Dit is genetisch bepaald.  . In een onderzoek onder dierenartsen werden Bengalen als het meest agressieve ras tegenover familie en andere katten beoordeeld.

## Wetgeving
Met ingang van de Huis- en hobbydierenlijst op 1 juli 2024 mag de Bengaalse tijgerkat (en dus ook hun F1 - F4 hybride nakomelingen als de bengaal) in Nederland niet meer gehouden worden. Enkel toegelaten zijn dan nog (huis)katten die behoren tot de gedomesticeerde soort Felis sylvestris catus.  Voor dieren die voor deze datum zijn geboren, moet de eigenaar kunnen bewijzen dat deze het dier al had, in welk geval hij het mag houden tot het doodgaat. Ook het fokken met Bengaalse tijgerkatten en Bengalen is verboden.. 
In Vlaanderen en het Brussels Hoofdstedelijk Gewest is de bengaal vanaf F5 wel toegestaan als huisdier te houden.